# Fledermaus-Quadrille
Fledermaus-Quadrille (Quadrille de la chauve-souris) est un quadrille de Johann Strauss II (op. 363). La date et le lieu exacts de la première ne sont pas connus. Cette dernière a probablement lieu en juin 1874.

## Histoire
L'œuvre est composée sur la base de motifs de l'opérette Die Fledermaus, créée en 1874. Elle rejoint une série de compositions (opus numéros 362, 365, 366, 367 et 368) qui reprennent toutes des thèmes de cette opérette. Le quadrille comprend, entre autres, le couplet du prince Orlofsky, Ich lade gern mir Gäste ein (S‘ ist mal bei mir so Sitte), la chanson d'Adèle Spiel ich die Unschuld vom Lande, la chanson de Rosalinde Mein Herr, was dächten Sie von mir, ainsi que les airs Sehnsuchtsvoll gedenk' ich Dein, holde Rosalinde; O je, o je, wie rührt mich dies et Mein schönes großes Vogelhaus. Tout comme l'opérette, le quadrille connaît un succès durable et est encore joué aujourd'hui.

## Durée
Sa durée approximative est d'environ 5 minutes et 20 secondes. Elle peut varier légèrement selon l'interprétation du chef d'orchestre.

## Interprétations notables
En 1999, la pièce est jouée lors du célèbre concert du nouvel an à Vienne, sous la direction de Lorin Maazel.